# Galleria Rinaldo Carnielo
La Galleria Rinaldo Carnielo è un museo di Firenze che si trova in piazza Savonarola 3, angolo via Benivieni. La galleria, all'interno dell'edificio che è un importante esempio del gusto Liberty a Firenze, fa parte dei musei comunali e, dopo un lungo restauro delle strutture esterne, verrà dato in gestione all'Accademia di belle arti di Firenze.

## Storia
Rinaldo Carnielo fu uno scultore trasferitosi da Treviso a Firenze nel 1870, attivo soprattutto nella seconda metà dell'Ottocento, che qui ebbe la propria abitazione, studio e galleria espositiva. I suoi discendenti nel 1958 cedettero la collezione dei gessi dell'artista al Comune di Firenze.

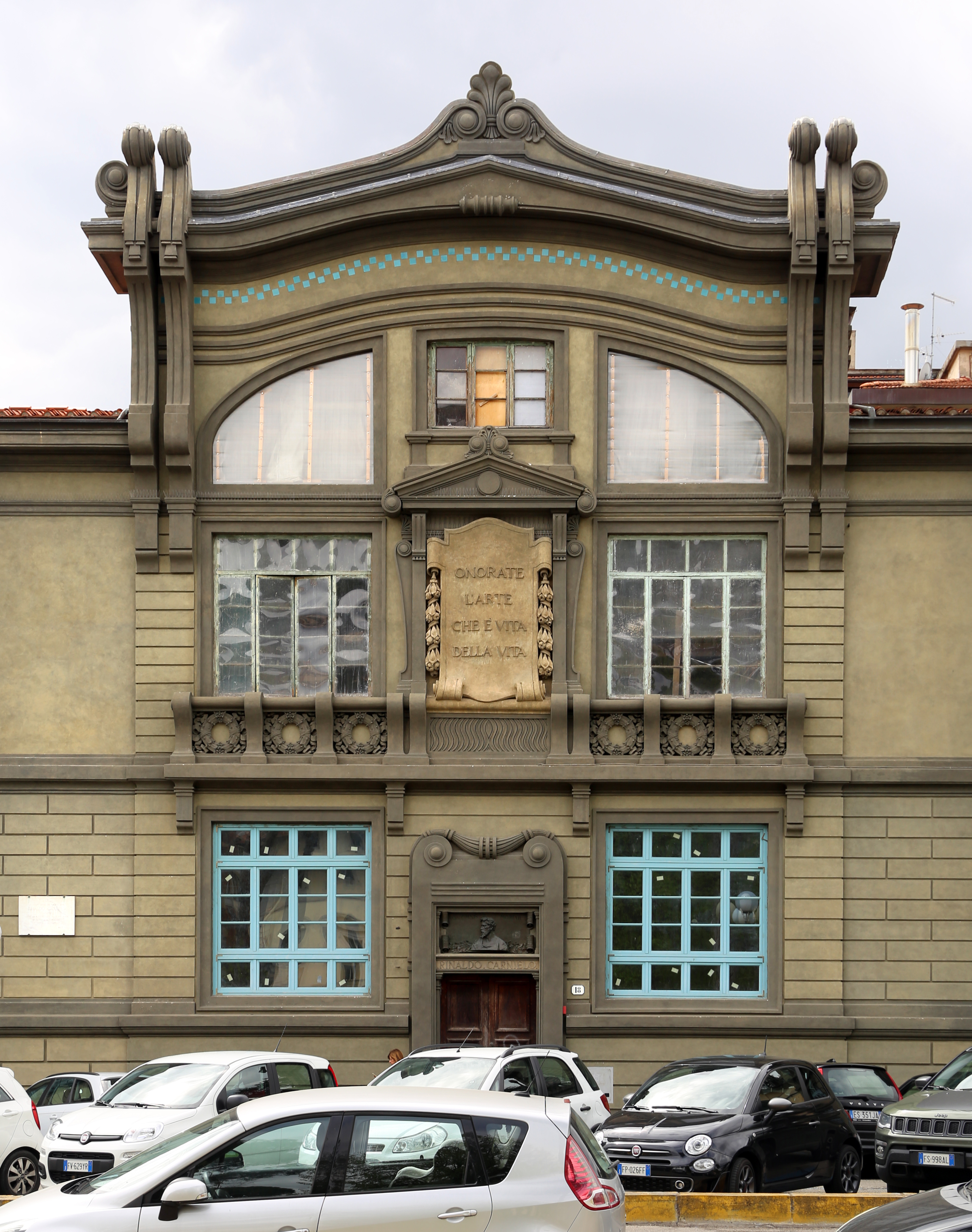
Il centro della facciata

L'edificio venne realizzato negli anni ottanta dell'Ottocento (periodo nel quale si andò configurando l'intera zona sulla base del progetto di massima predisposto da Giuseppe Poggi negli anni di Firenze Capitale) definito grazie alla risistemazione di un immobile preesistente di proprietà dei Del Corona, e quindi riconfigurato tra il 1911 e il 1912 imprimendo ai prospetti caratteristiche che rimandano in parte all'architettura secessionista e in parte, e ancor di più, a quello stile che Rossana Bossaglia ha definito "eclettismo di ritorno".
L'ipotesi che tale intervento sia stato eseguito su progetto dello stesso Rinaldo Carnielo contrasta in parte con la data di morte dell'artista, deceduto nel 1910 quando i lavori non erano forse avviati: appaiono tuttavia evidenti i riferimenti alla sua arte, di modo che si può supporre che questi siano stati condotti in onore della sua figura e a seguito della sua prematura scomparsa, forse facendo riferimento proprio a un progetto da lui stesso delineato. D'altra parte, come risulta dalle ricerche condotte da Gabriella Orefice, le cronache del tempo riferiscono la direzione dei lavori all'architetto Enrico Lusini, che tuttavia ci è noto essenzialmente per i suoi interventi di "restauro" su vari palazzi storici fiorentini.
Nel 1957 lo stabile, assieme alla Galleria Carnielo, è diventato proprietà del Comune di Firenze grazie al lascito del figlio dello scultore, Enzo Carnielo. Mentre buona parte dell'edificio ha continuato ad ospitare abitazioni private e studi d'artista (qui ebbe il proprio atelier anche Primo Conti), l'ala di sinistra, aperta al pubblico nel 1965 come museo, è da lungo tempo chiusa per interventi di restauro, avviati nel 1989 con un cantiere che comunque ha recuperato la facciata sulla piazza. Dal 2012 si è aperto un ulteriore e più ampio cantiere con progetto e direzione dei lavori dell'architetto Tommaso Muccini, volto alla revisione delle coperture e al completo recupero del prospetto, con conclusione nel 2020. Restano da adeguare gli ambienti interni e da ricomporre l'allestimento delle sculture, con la possibilità di destinare anche alcune sale ad esposizioni temporanee. Nel progetto, lo spazio dovrebbe essere poi gestito dall'Accademia delle Arti del Disegno.

## Descrizione

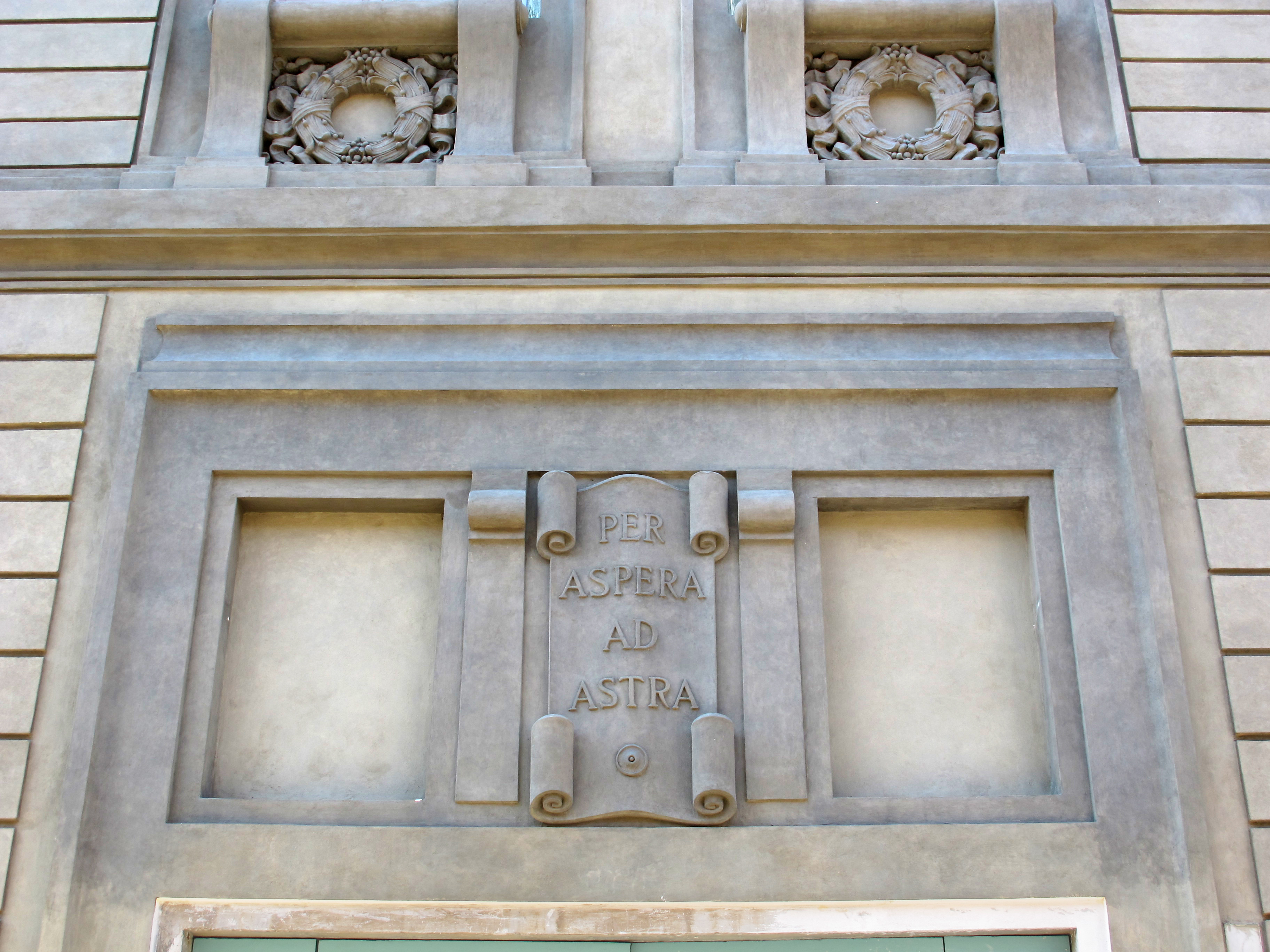
"PER ASPERA AD ASTRA"

La galleria si trova in una palazzina nella una zona dove numerosi erano gli studi di artisti fra Otto e Novecento, e la visita permette di rivivere la belle epoque fiorentina.
La grande mole dell'edificio chiude quasi per intero il lato sud di piazza Savonarola, centro dell'omonimo quartiere residenziale medio-alto borghese sorto alla fine dell'Ottocento. Si tratta di un grande edificio posto in fregio alla piazza fra' Girolamo Savonarola, a occupare quasi tutto il lato sud.
La costruzione si articola in due ali elevate su due piani ed un corpo centrale più alto e maggiormente caratteristico, grazie a un ulteriore piano e ad un frontone di coronamento sorretto da monumentali mensoloni inginocchiati terminanti con volute. Sulla piazza, alle estremità delle due ali, si aprono due ingressi, incorniciati e sovrastati da un finestrone quadrato sormontato a sua volta da un'ampia finestratura con balaustra tripartita, in leggero aggetto e decorata da ghirlande. Dall'ingresso di sinistra si accede alla Galleria Carnielo. Altre due aperture accoppiate, di forma rettangolare, si aprono nel punto mediano dei fronti.
Il prospetto centrale, la cui rappresentatività è affidata ad un formalismo di derivazione secessionista, è avanzato rispetto al filo di parete e si innalza oltre il livello delle due ali con un secondo piano ed un frontone di coronamento sorretto da forti mensoloni inginocchiati, terminanti con volute a riccio svettanti oltre il frontone stesso.
L'ingresso centrale, incorniciato e sovrastato da un pesante festone, reca sull'architrave l'iscrizione in bronzo "Rinaldo Carnielo" e un cartiglio in bronzo con il busto dell'artista in rilievo e la scritta: "NON OMNIS MORIAR", che significa "Non morirò interamente".
Ai lati del portone si aprono due finestroni quadrati incorniciati, mentre superiormente la fascia marcapiano, in aggetto, è sorretta da quattro mensole. Il centro del primo piano è ornato da una grande edicola timpanata, posta in asse con il portone principale, recante un cartiglio in pietra con il motto "ONORATE L'ARTE CHE È VITA DELLA VITA", che - assieme all'altro motto desunto dagli scritti di Orazio - nuovamente fa pensare a una volontà da parte degli eredi Carnielo di trasformare l'edificio in un monumento a memoria dello scultore e della sua arte. Ai lati si ripetono due ampie finestrature quadrate.
L'ultimo piano è caratterizzato dal grande finestrone tripartito con centina a sesto ribassato, la cui curvatura è ribadita dalle tre cornici superiori, dalla fascia decorata con inserti di ceramica azzurra ed infine dal modellato cornicione conclusivo, che disegna due volute alle estremità del fronte e un grande acroterio tra le due volute centrali.
Su via Benivieni il palazzo presenta la facciata interamente rivestita a bugnato liscio, con un grande portone incorniciato a pian terreno e sovrastato da un secondo cartiglio in pietra con il motto: "PER ASPERA AD ASTRA".
Due finestre rettangolari accoppiate si aprono ancora al pian terreno mentre al primo piano si trovano due coppie di finestrature con il ricorrente motivo della balaustra in leggero aggetto decorata con ghirlande. Un secondo ingresso è sovrastato dalla balaustrata della terrazza del primo piano.
La parte tergale del palazzo, visibile solo parzialmente, forma un angolo ottuso con la facciata laterale e presenta un rivestimento a bugne lisce e due aperture sottolineate dalla balaustra con ghirlande.
Oltre alle già citate iscrizioni, in facciata si trova anche una lapide con l'iscrizione:
| IN QUESTI STUDI CHE FURONO SUOI RINALDO CARNIELO SCULTORE ESEGUÌ LA MAGGIOR PARTE DELLE SUE OPERE ONORANDO L'ARTE ITALIANA IN PATRIA E ALL'ESTERO 1853______________1910 |

### Collezioni

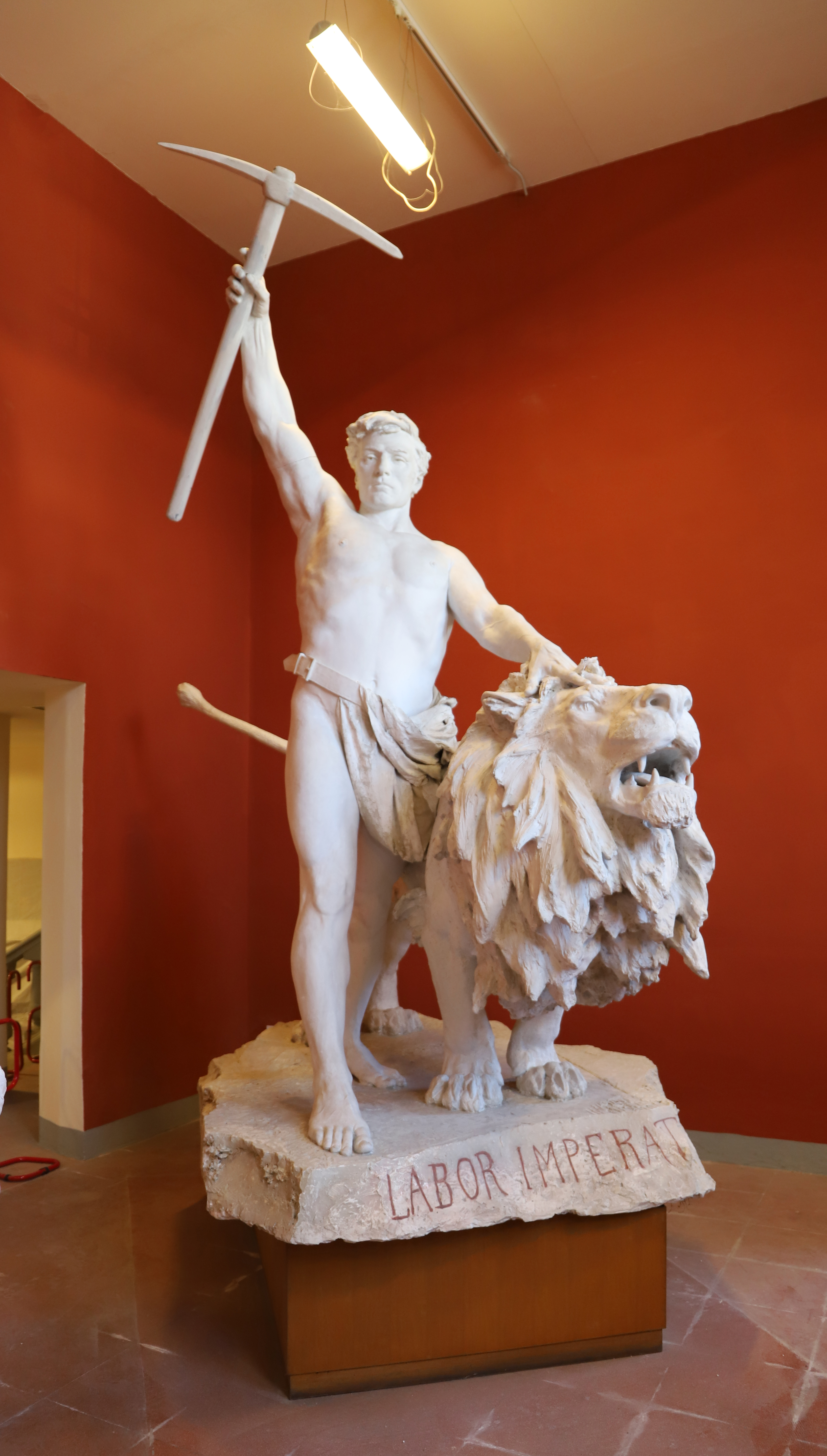
Labor imperat, modello in gesso, 1896

L'interno della Galleria Carnielo si articola in tre grandi vani, chiusi da un soffitto piano e separati tra loro da arcate. Vi si conserva la collezione di circa duecento opere tra bronzi, marmi, bozzetti in creta, terrecotte e versioni definitive in gesso delle grandi opere, dalle quali venivano poi tratte le copie in marmo e altri materiali per la clientela.
Le opere rispecchiano le suggestioni che l'arte fiorentina esercitò sull'artista veneto: i numerosi bassorilievi evocano la purezza delle forme rinascimentali, mentre i grandi gessi preparatori per monumenti commemorativi, come il Mozart morente e l'Angelo della morte, sono di stile più spiccatamente verista. Negli oggetti d'arredamento, come porta-molle da fuoco e vasi, predomina invece il gusto per forme capricciose di ricordo manierista.